# Grevskabet Hanau
Grevskabet Hanau (tysk: Grafschaft Hanau) var et rigsumiddelbart grevskab i det Tysk-romerske rige, der eksisterede fra 1429 til 1821. Dets område lå overvejende øst for Frankfurt am Main i den nuværende tyske delstat Hessen. 
Fra 1456 til 1642 og fra 1685 til 1712 var det delt i grevskaberne Hanau-Münzenberg og Hanau-Lichtenberg. Efter begge linjer uddøde, blev Hanau-Münzenberg arvet af Landgrevskabet Hessen-Kassel, mens Hanau-Lichtenberg blev arvet af Landgrevskabet Hessen-Darmstadt i 1736.